# Københavns volde
Københavns volde omgav København fra middelalderen, til de blev sløjfet i 1850'erne. Voldene blev bygget som forsvarsværk mod belejrende hære. Efter udviklingen af effektive kanoner var voldenes forsvarsmæssige værdi tvivlsom, da fjenden kunne slå lejr udenfor voldene og bombardere byen. Dette skete bl.a. under Københavns bombardement i 1807. For at imødegå dette blev Københavns befæstning bygget fra 1880’erne som en forsvarsring med større afstand til det centrale København.

## Bygning
De første volde i København blev bygget allerede i middelalderen på Absalons tid i 1100-tallet. De omkransede udelukkende den ældste middelalderby, dvs en strækning fra Vester Voldgade over Nørre Voldgade forbi nuværende Nørreport St. og så østpå igen langs Gothersgade. I starten var der sandsynligvis tale om jordvolde, der dog senere blev udbygget med en rigtig mur af sten.
Kort efter Christian IVs kroning i 1596 påbegyndtes en større udbygning. Dette betød en modernisering af de ekisterende og en sløjfning af voldene langs Gothersgade. Den nye vold mod nord fortsatte nu fra Nørre Voldgade langs Øster Voldgade helt ud til Kastellet, der blev bygget i 1662-1664 under Frederik III. Voldene var fuldt udbyggede ved hans død i 1648.
Under Christian IV blev bydelen Christianshavn også anlagt, og denne bydels volde blev under efterfølgende konger udbygget.

## Sløjfning
Da voldene havde mistet deres militære værdi med udviklingen af langtrækkende kanoner, og da København var ved at vokse ud over voldene, blev det i 1850’erne besluttet at sløjfe dem. Portene faldt i 1857 og ca. 15 år efter forsvandt voldene. Bygningen af et voldanlæg længere mod nord og vest kaldet Vestvolden gav mulighed for byens udvikling.

## Tilbageværende volde
De mest markante rester fra voldene er Kastellet på Østerbro og Stadsgraven mellem Christianshavn og Amager. Rester af området umiddelbart foran voldene kan ligeledes ses i Østre Anlæg, Botanisk Have, Ørstedsparken og søen i Tivoli. Ved hjørnet af Vester og Nørre Voldgade står Jarmers Tårn bygget i starten af 1500-tallet. 
Udgravninger til metrostationen ved Kongens Nytorv afdækkede rester af den første middelalderbymur.